# Vinkel (by)
 For alternative betydninger, se Vinkel (flertydig). (Se også artikler, som begynder med Vinkel)
Vinkel er en landsby i Midtjylland med 201 indbyggere i byområdet (2023). Vinkel er beliggende ni kilometer sydøst for Viborg og fire kilometer øst for Bruunshaab. Byen ligger i Region Midtjylland og hører til Viborg Kommune.
Vinkel er beliggende i Vinkel Sogn og Vinkel Kirke ligger i byen.